# Об'єктив (оптика)

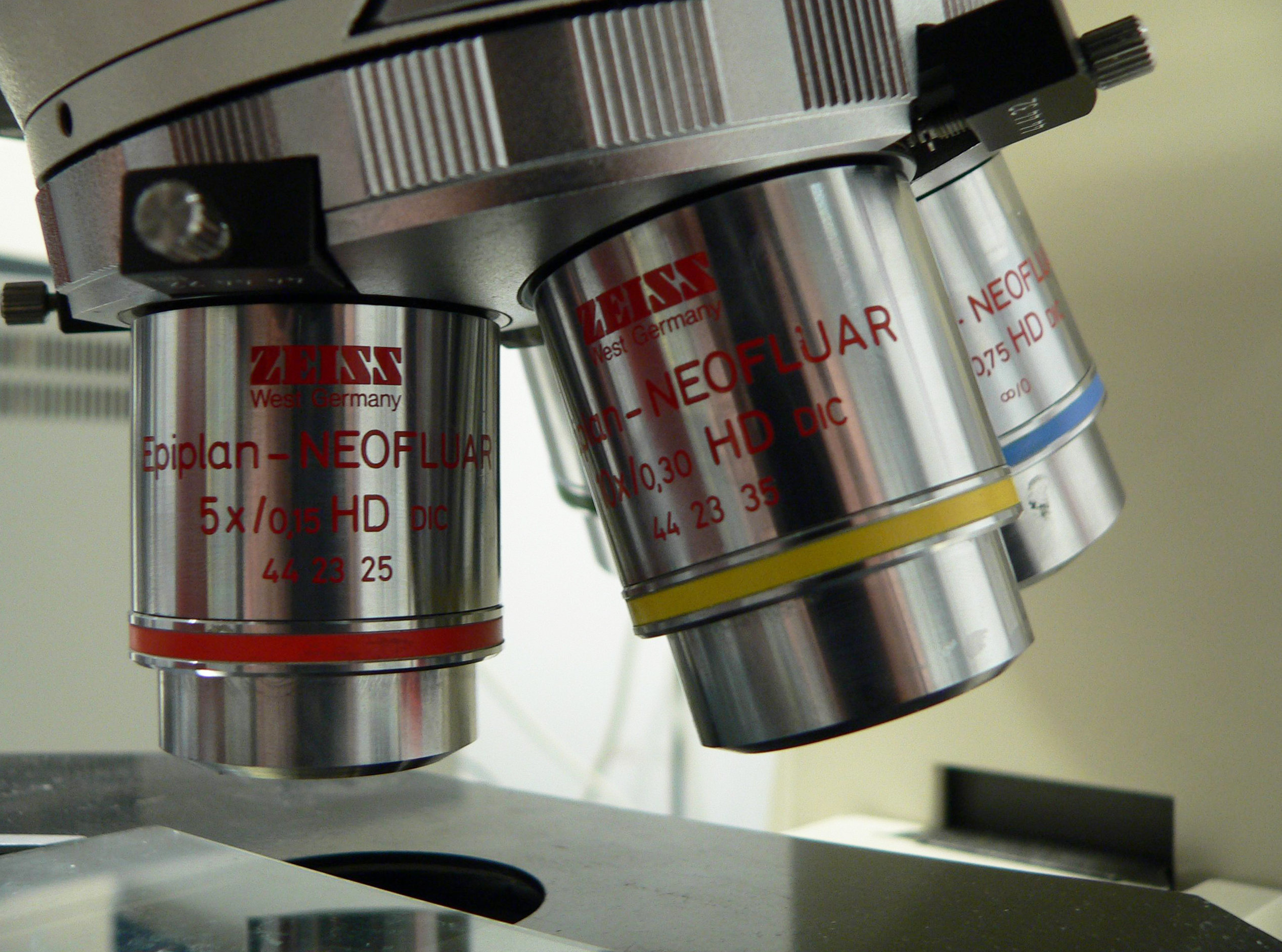
Кілька об'єктивних лінз на мікроскоп.

В оптичній техніці об'єктивом є оптичний елемент, який збирає світло від спостережуваного об'єкта і фокусує світлові промені для отримання реального зображення. Цілями можуть бути одинарна лінза або дзеркало, або комбінація декількох оптичних елементів. Вони використовуються в мікроскопах, біноклях, телескопах, камерах, діапроєкторах, програвачах компакт-дисків та багатьох інших оптичних приладах. Об'єктивами також називають об'єктивні лінзи, предметні окуляри або об'єктивні окуляри.

## Типи

### Мікроскоп

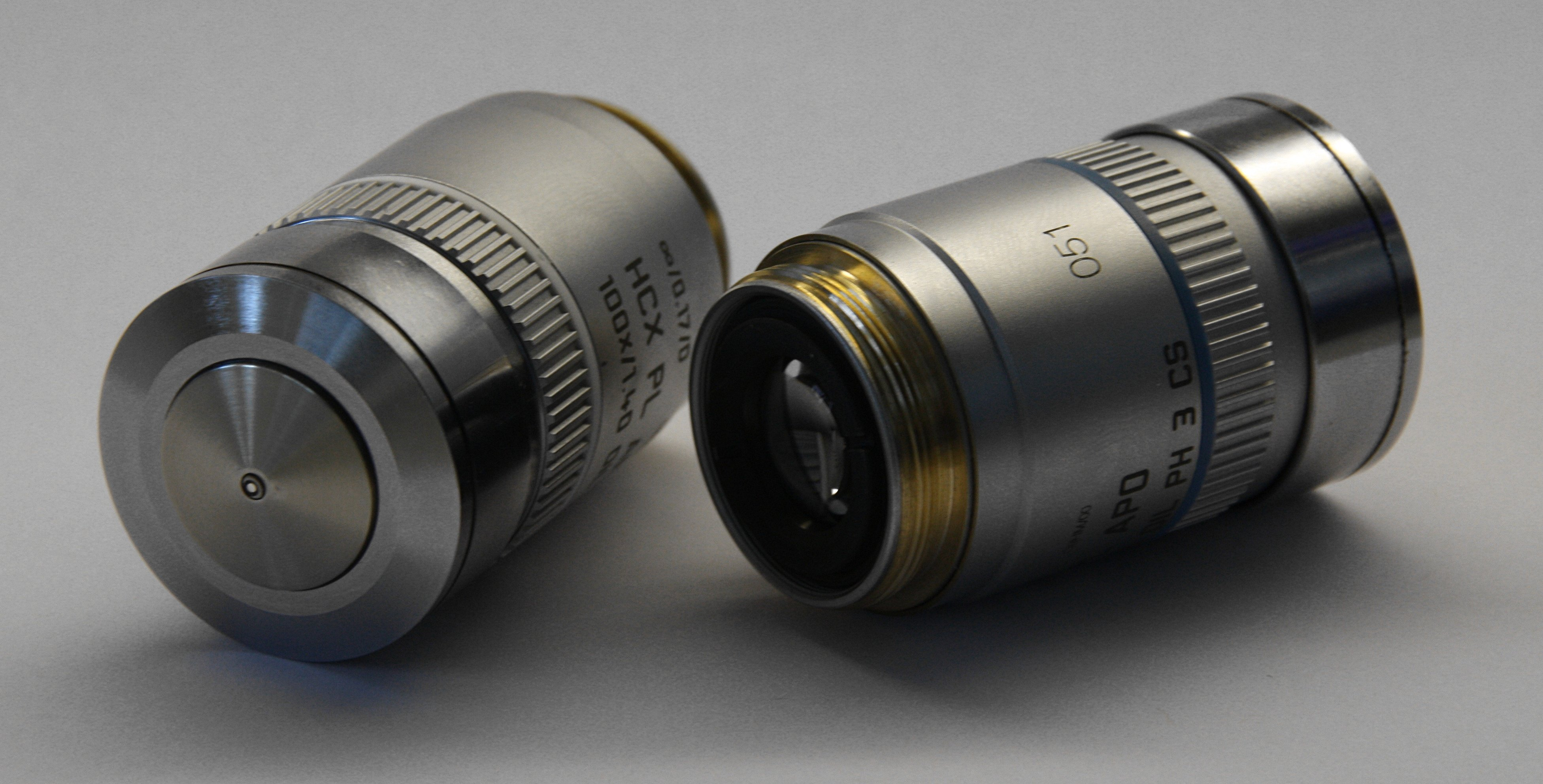
Два Leica масло занурення мікроскоп лінза об'єктива; ліворуч 100 ×, праворуч 40 ×.

Об’єктивна лінза мікроскопа — це лінза внизу біля зразка. Найпростішим є збільшувальне скло з високою потужністю, з дуже короткою фокусною відстанню. Це дуже наближається до досліджуваного зразка, щоб світло від зразка потрапляло у фокус всередині мікроскопської трубки. Сама ціль зазвичай являє собою циліндр, що містить одну або кілька лінз, які зазвичай виготовляються зі скла; його функція - збирати світло із зразка.
Об'єктиви мікроскопа характеризуються двома параметрами: збільшенням та числовою діафрагмою. Збільшення зазвичай становить від 4× до 100×. Він поєднується зі збільшенням окуляра для визначення загального збільшення мікроскопа; об'єктив 4× із окуляром 10× створює зображення, яке в 40 разів перевищує розмір об’єкта. Чисельна діафрагма для мікроскопічних лінз зазвичай коливається від 0,10 до 1,25, що відповідає фокусним відстаням близько 40 мм до 2 мм відповідно.
Типовий мікроскоп має три-чотири об'єктиви з різним збільшенням, вкручені у круговий "наконечник", який можна повертати, щоб вибрати необхідну лінзу. Ці лінзи часто мають кольорове кодування для зручності використання. Найменш потужна лінза називається об'єктивом, що сканує, і, як правило, це об'єктив 4×. Друга лінза називається маленькою лінзою і, як правило, це лінза 10×. Найпотужніша з трьох лінз називається великою лінзою, яка зазвичай становить 40–100×. У деяких мікроскопах використовується масляна або водозаглиблююча лінза, яка може мати збільшення більше 100 і числову апертуру більше 1. Ці об'єктиви спеціально розроблені для використання з показником заломлення, що відповідає маслу або воді, які повинні заповнювати щілину між переднім елементом та об'єктом. Ці лінзи дають більшу роздільну здатність при великому збільшенні. Чисельні діафрагми до 1,6 можуть бути досягнуті за допомогою занурення в олію. 

### Фотографія та зображення

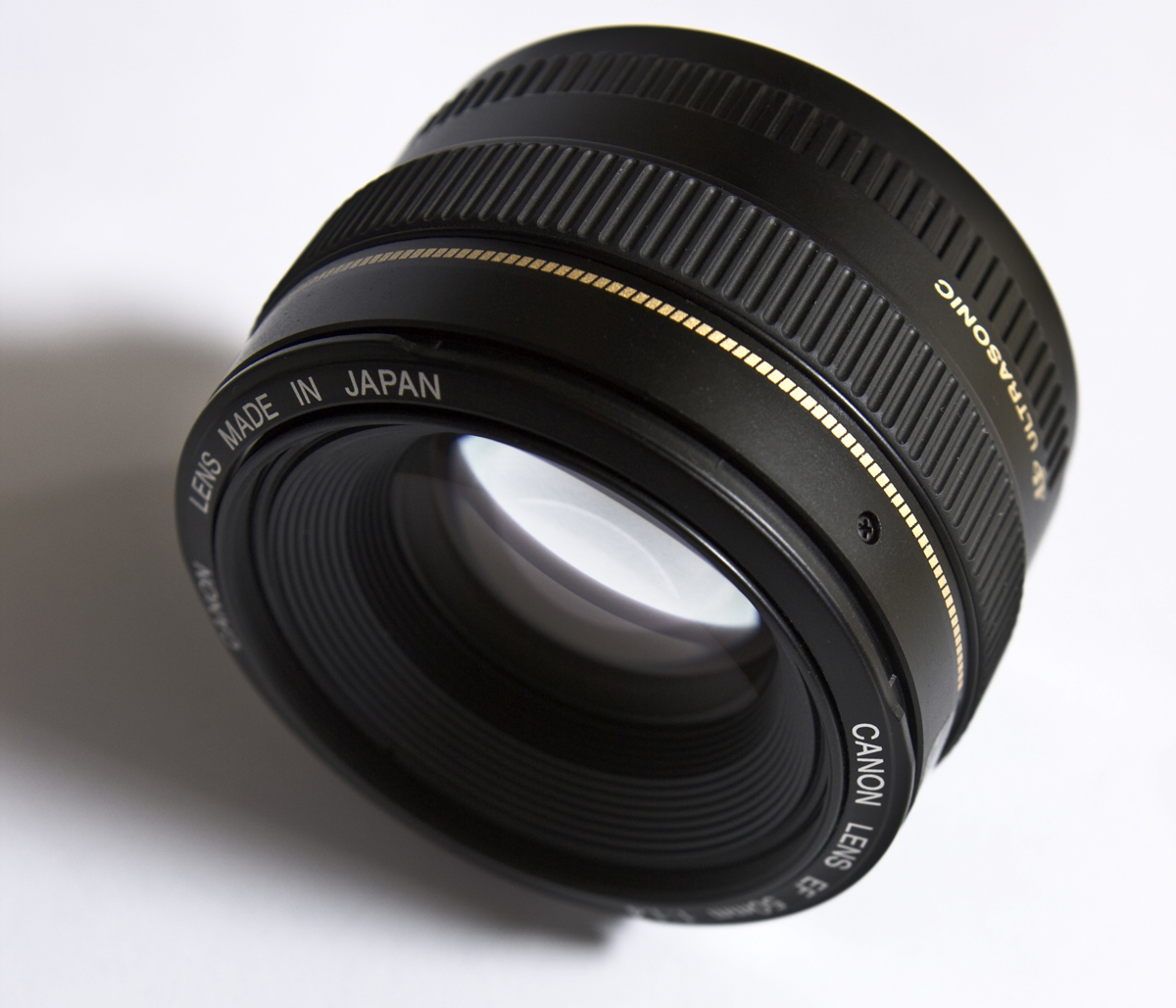
Фотооб'єктив камери, фокусна відстань 50 мм, діафрагма 1: 1,4

Об'єктиви камер (зазвичай їх називають "фотографічними об'єктивами", а не просто "об'єктивами" ) повинні охоплювати велику фокальну площину, тому вони складаються з ряду елементів оптичних лінз для корекції оптичних аберацій. У проєкторах зображень (таких як відео, фільми та діапроєктори) використовуються об’єктивні об’єктиви, які просто змінюють функцію об’єктива камери, об’єктиви призначені для покриття великої площини зображення та проєктування його на відстані на іншу поверхню. 

### Телескопи

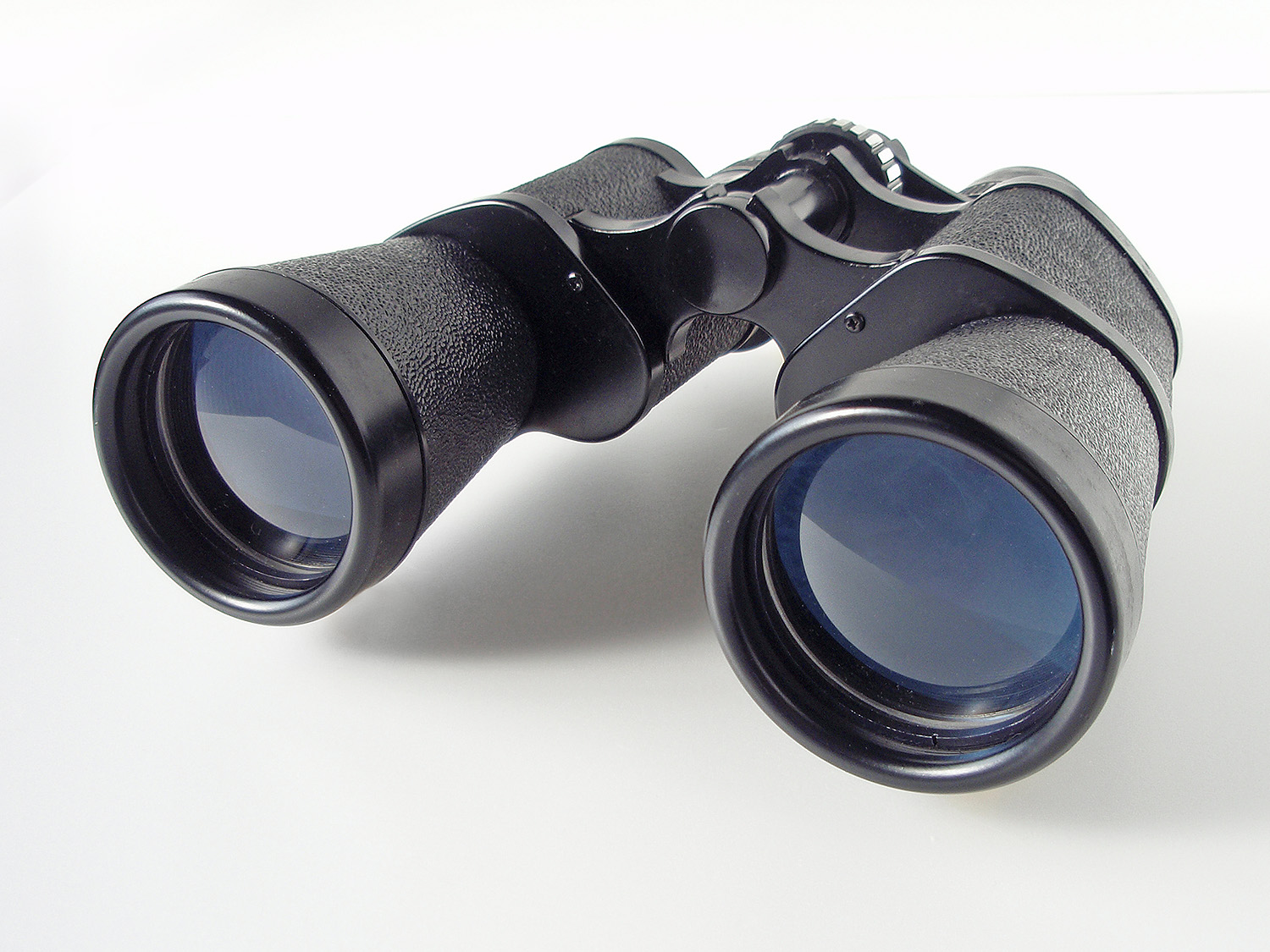
Об’єктивні лінзи бінокля

У телескопі об'єктивом є лінза на передньому кінці заломлюючого телескопа (наприклад, бінокля або телескопічних прицілів) або первинне дзеркало, що утворює зображення, відбиваючого або катадіоптричного телескопа. Потужність збору світла і кутова роздільна здатність телескопа безпосередньо пов'язані з діаметром (або "апертурою") об'єктива або дзеркала об'єктива. Чим більша ціль, тим тьмяніший об'єкт вона може переглядати і тим більше деталей вона може вирішити.

## Див. також

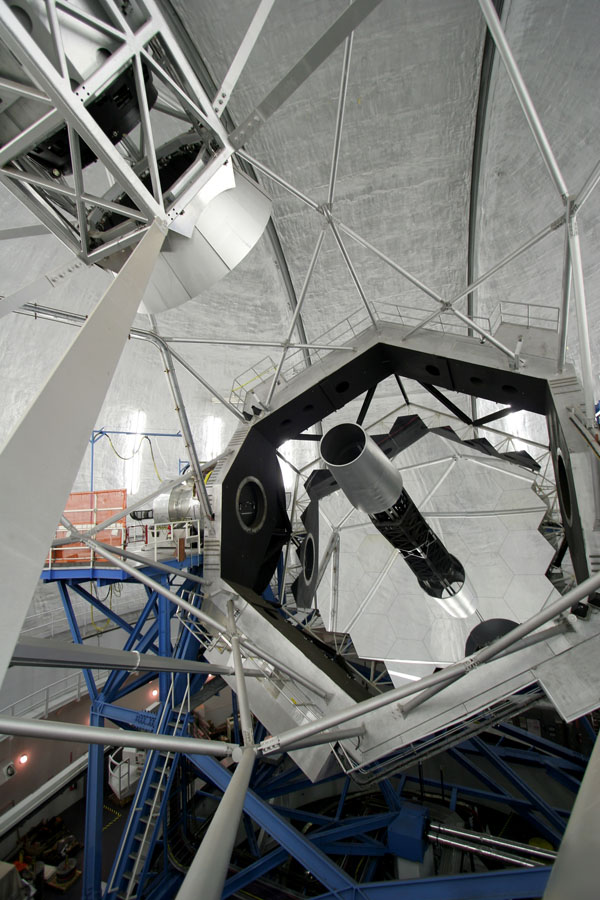
Сегментоване гексагональне об’єктивне дзеркало телескопа Keck 2